# Acrida willemsei
Acrida willemsei es una especie de saltamontes perteneciente al género Acrida de la familia Acrididae. Esta especie se encuentra en el sur de China, Taiwán, Sudeste asiático e  India. Fue descrito por primera vez en 1954.